# نيكو خردمند
نيكو خردمند بالفارسية: نیکو خردمند) (10 نوفمبر 1932  - 17 نوفمبر 2009 ) ممثلة ومدبلجة إيرانية. كان المخرج السينمائي مهدي صباغزاده يعتبر نيكو خردمند أم السينما الإيرانية. كان أول عمل لها في السينما هو فيلم الحقيقة الأخيرة للمخرج كريم ماسيحي. ثم ظهرت في اللعب بالأشياء للمخرج توراج منصوري. تشمل الأعمال الأخرى هافانا دوسيير (علي رضا الريسيان) ، كافيه ستاره (سامان مقدم) ، وكم تريد أن تبكي (شهد أحمدلو). لعبت دورًا في المسلسل التلفزيوني لصوص الجدة .توفيت إثر نوبةٍ قلبية في مستشفى بطهران عن عمر يناهز 77 عامًا.

## فيلموغرافيا

### الأفلام السينمائية
- 2008 - خاك أوشينا (التربة المألوفة) ، إخراج بهمان فرمانارا
- 2008 - تكام تشي
- 2008 -شيرين
- 2006 - مقهى ستاره ، إخراج سامان مقدم
- 2003 - (الزواج في غياب)
- 2002 - (ورقة غير مسطرة)
- 2000 - (فتاة باسم Tondar)
- 1997 رافاني ( بسيكو )
- 1994 - زينات (زخرفة)
- 1993 -(البيت الهادئ)

### مسلسلات تلفزيونية
- لصوص الجدة

## الجوائز
فازت بجائزة كريستال سيمرغ لفئة أفضل ممثلة مساعدة في الإصدار التاسع من مهرجان فجر السينمائي وفئة أفضل ممثلة مساعدة أخرى ضمن كريستال سيمرغ في النسخة الثانية عشر من المهرجان لدورها فياللعب بالأشياء للمخرج توراج منصوري.

## روابط خارجية
- نيكو خردمند على موقع IMDb (الإنجليزية)
- نيكو خردمند على موقع ألو سيني (الفرنسية)
- نيكو خردمند على موقع أول موفي (الإنجليزية)
- نيكو خردمند على موقع قاعدة بيانات الأفلام السويدية (السويدية)
- نيكو خردمند على موقع كينوبويسك (الروسية)